# Железничка станица Петроварадин
Железничка станица Петроварадин је једна од станица на прузи Београд—Суботица. Налази се у градском насељу Петроварадин у Граду Новом Саду. Пруга се наставља у једном смеру ка Новом Саду, у другом према Сремским Карловцима и у трећем, напуштеном пругом према Беочину. Железничка станица Петроварадин састоји се из 9 колосека.